# Peperomia graveolens
Peperomia graveolens is een plant uit de familie Piperaceae. Het is een succulent die van nature voorkomt in Ecuador.